# Niederried bei Interlaken
Pour les articles homonymes, voir Niederried.
Niederried bei Interlaken est une commune suisse du canton de Berne, située dans l'arrondissement administratif d'Interlaken-Oberhasli.

Photo aérienne (1956)